# Dommartin (Rhône)
Dommartin ist eine französische Gemeinde mit 2.607 Einwohnern (Stand: 1. Januar 2022) im Département Rhône in der Region Auvergne-Rhône-Alpes. Sie gehört zum Arrondissement Villefranche-sur-Saône und zum Kanton Anse. Die Einwohner werden Dommartinois genannt.

## Geographie
Dommartin liegt etwa elf Kilometer nordwestlich von Lyon und gehört zum Weinbaugebiet Coteaux du Lyonnais.

### Nachbargemeinden
Umgeben wird Dommartin von den Nachbargemeinden Civrieux-d’Azergues im Norden, Marcilly-d’Azergues im Nordosten, Lissieu im Osten und Nordosten, Dardilly im Südosten, La Tour-de-Salvagny im Süden, Lentilly im Westen sowie Lozanne im Nordwesten.

## Bevölkerungsentwicklung
| Jahr                       | 1962 | 1968 | 1975 | 1982 | 1990 | 1999 | 2006 | 2012 |
| Einwohner                  | 463  | 506  | 1142 | 1451 | 1616 | 2288 | 2622 | 2671 |
| Quellen: Cassini und INSEE |      |      |      |      |      |      |      |      |

## Verkehr
Nordöstlich der Gemeinde verläuft die die frühere Route nationale 6 und heutige D306.

## Sehenswürdigkeiten
- Kirche Notre-Dame de l’Assomption, 1856–1857 erbaut

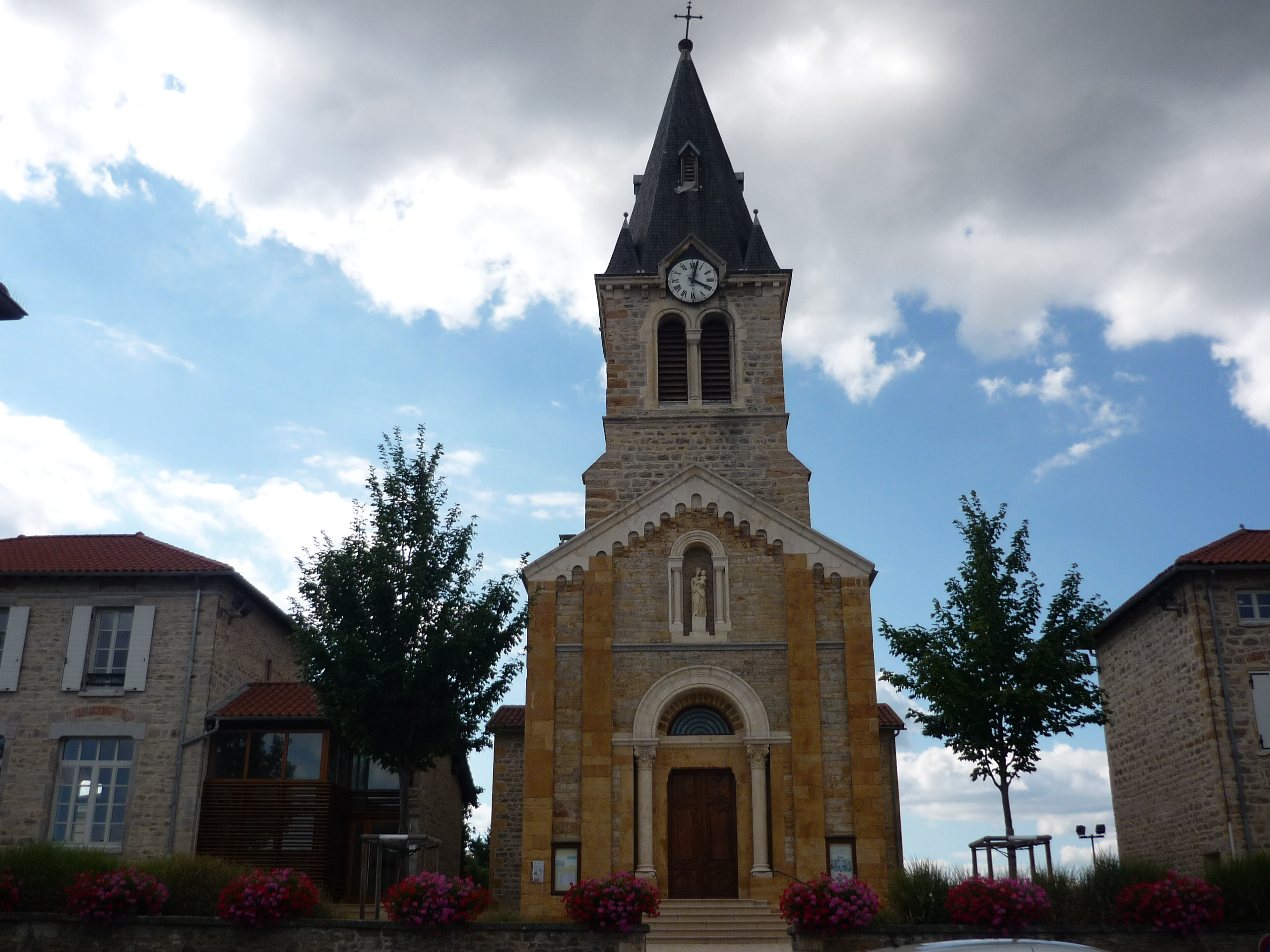
Kirche Notre-Dame de l’Assomption

- Kalkofen aus dem Jahre 1855